# Choťánky
Choťánky település Csehországban, a Nymburki járásban. Choťánky Pátek, Poděbrady, Odřepsy és Libice nad Cidlinou településekkel határos. Lakosainak száma 450 fő (2024. január 1.).

## Népesség
A település lakosságának változását az alábbi diagram mutatja:
| Lakosok száma | 376  | 385  | 495  | 434  | 448  | 406  | 430  | 439  | 434  | 450  |
|               | 1869 | 1890 | 1921 | 1950 | 1980 | 2001 | 2017 | 2019 | 2022 | 2024 |